# Weckbach (Weilbach)

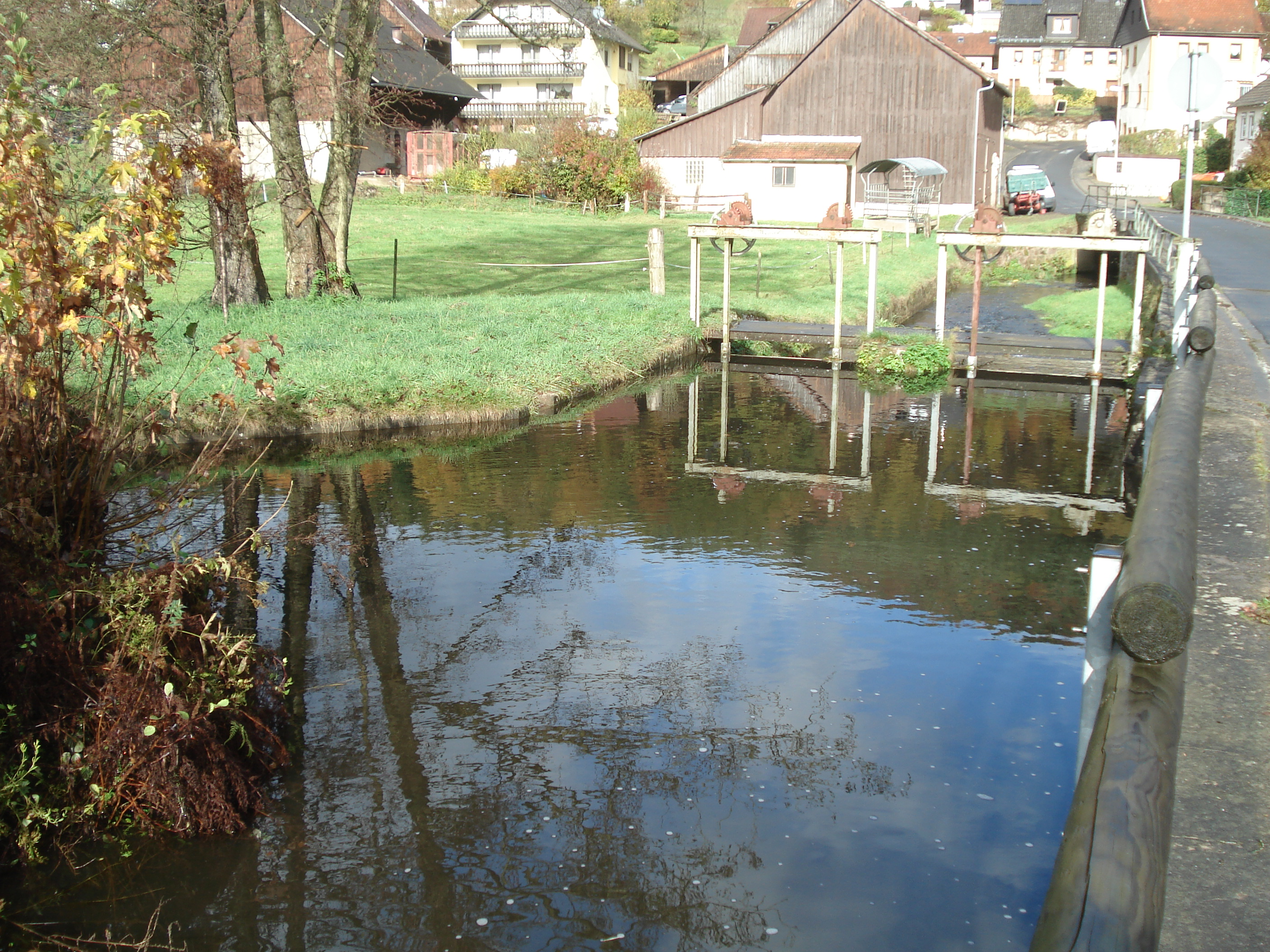
Die Mündung des Gönzbaches in den Ohrenbach im Ort

Weckbach ist ein Gemeindeteil des Marktes Weilbach im unterfränkischen Landkreis Miltenberg in Bayern und eine Gemarkung.

## Geographie
Das Kirchdorf Weckbach liegt im Odenwald im Tal des Ohrenbaches an der Kreisstraße MIL 6 zwischen Wiesenthal und Weilbach. Im Ort mündet der Gönzbach in den Ohrenbach. Südwestlich des Dorfes befindet sich das Dorf Gönz, nördlich liegt Mainbullau. Auf der Gemarkung liegen Weckbach, Gönz und Sansenhof.

## Geschichte
Weckbach wurde im Jahr 1266 als „Weggebach“ erstmals urkundlich erwähnt. 1885 bestand die Gemeinde aus den Orten Weckbach, Gönz und Sansenhof und hatte 348 Einwohner. Davon lebten 271 im Kirchdorf Weckbach. 1892 kam die ehemals selbstständige Gemeinde Ohrenbach dazu, die 1885 aus den Orten Ohrenbach und Wiesenthal bestand und 45 Einwohner hatte. 1970 bestand die Gemeinde Weckbach aus den Gemeindeteilen Weckbach, Gönz, Ohrenbach, Sansenhof und Wiesenthal und hatte 422 Einwohner. Davon lebten 327 im Kirchdorf Weckbach. Am 1. Juli 1977 wurde Weckbach nach Weilbach eingemeindet.

## Persönlichkeiten
- Norbert Walter (1944–2012), Ökonom, geboren in Weckbach